# Coll:set
Coll:set – pierwszy album studyjny zespołu D’espairsRay. Został wydany 29 czerwca 2005 roku. Oprócz nowych nagrań zawiera również 2 remiksy wcześniej wydanych piosenek: "Born" i "Marry of the Blood" które pierwotnie ukazały się na minialbumie Born.

## Lista utworów
1. "Infection" – 4:10
2. "Dears" – 3:51
3. "In Vain" – 4:15
4. "Grudge" – 3:54
5. "Tsuki no Kioku -Fallen-" (jap. 月の記憶 -Fallen-)  – 5:19
6. * "Garnet" – 4:28
7. "Abel to Cain" (アベルとカイン) – 5:23
8. * "Fuyuu Shita Risou" (浮遊した理想) – 4:26
9. "Forbidden" – 4:47
10. "Hai to Ame" (灰と雨) – 5:15
11. "Tainted World – 5:15
12. "The World in a Cage" – 2:42
13. "Marry of the Blood -Bloody Minded Mix-" – 5:29
14. "Born -White Stream Mix-" – 4:52

Piosenka "Garnet" oraz "Fuyuu Shita Risou" nie pojawiają się w wersji limitowanej.